# 225076 Vallemare
225076 Vallemare este un asteroid din centura principală de asteroizi.

## Descriere
225076 Vallemare este un asteroid din centura principală de asteroizi. A fost descoperit pe 8 mai 2007 la Vallemare Borbona de Vincenzo Silvano Casulli. Asteroidul prezintă o orbită caracterizată de o semiaxă mare de 3,10 ua, o excentricitate de 0,08 și o înclinație de 11,6° în raport cu ecliptica.